# Antoine Ouvrier
Pour les articles homonymes, voir Ouvrier (homonymie).
Antoine Ouvrier est un homme politique français né le 22 juillet 1840 dans la commune de Grenelle (aujourd'hui intégrée dans Paris) et mort le 16 novembre 1923 à Paris.
Médecin, maire de Mur-de-Barrez, il est un opposant à l'Empire. Conseiller général en 1871, il est sénateur de l'Aveyron de 1894 à 1912, siégeant au groupe de la Gauche républicaine.